# Yohanna Barnaba Abdallah
Yohanna Barnaba Abdallah (falecido em 1924) foi um clérigo, historiador, e escritor sobre o povo Yao da África central.

## Vida
Abdallah nasceu no norte de Moçambique, e era enteado de Barnabá, um chefe de aldeia. 
Ele foi ordenado padre anglicano na Catedral de Likoma no ano de 1898. Após um breve período em Zanzibar, ele morou na estação de Unangu, no lado leste do Lago Malawi, passando a maior parte de sua vida profissional lá. Ele foi o primeiro sacerdote a ser ordenado na Diocese de Niassalândia . Ele fez uma peregrinação à Terra Santa em 1905.  Em 1924, o padre Abdallah, a caminho da costa para passar férias, adoeceu gravemente em Medo e morreu, possivelmente de pneumonia, em 11 de fevereiro de 1924. 
Abdallah era conhecido como pesquisador e estudioso da língua grega e da Bíblia, mas sua principal contribuição é The Yaos - Chiikala cha Wayao, um estudo seminal do povo Yao e da língua Yao. O estudo foi traduzido por Meredith Sanderson e publicado em 1919, e republicado em 1973. 